# Prise de Démérara et Essequibo
Guerre d'indépendance des États-Unis
Batailles
La prise de Démérara et Essequibo est une expédition militaire française menée en janvier 1782 dans le cadre de la guerre d'indépendance des États-Unis. En 1781, l'amiral Lord Rodney envoya deux sloops de sa flotte à Saint-Eustache pour prendre possession des colonies hollandaises d'Essequibo et de Démérara. En 1782, les Français prirent possession de ces colonies, obligeant le gouverneur britannique Robert Kingston à se rendre. Le traité de Paris de 1783 restitua ces territoires aux Néerlandais.

## Contexte
En décembre 1780, la Grande-Bretagne déclara la guerre aux Provinces-Unies, l'entraînant officiellement dans la quatrième guerre anglo-néerlandaise. Au début de 1781, une grande flotte britannique dirigée par l'amiral Lord Rodney fut envoyée aux Antilles. Après avoir effectué des saisies dans les îles des Caraïbes, Rodney envoya deux sloops prendre possession des colonies d'Essequibo et de Démérara sans difficulté. Les colonies s'étaient déjà rendues de facto à six navires corsaires britanniques au moment où les deux navires de guerre arrivèrent. Le gouverneur, Van Schuilenburg, n'était pas satisfait de la protection hollandaise et se rendit aux Britanniques, qui trouvèrent un riche butin dans les colonies grâce à la grande quantité de produits accumulés en raison du manque de transport maritime.

## Prise française
Le capitaine de la marine française Armand de Kersaint, avec son vaisseau amiral de 32 canons Iphigénie, le vaisseau de 26 canons Aimable (en) et trois navires de moindre importance, arrivèrent à Démérara avec peu d'opposition. Une force française de 335 hommes du régiment d'Armagnac et de la 1re Légion des volontaires étrangers de la Marine lance un assaut contre la garnison britannique et contraint le gouverneur Robert Kingston et son détachement du 28e régiment d'infanterie (en) à se rendre. En conséquence, Essequibo et Berbice se rendirent également aux Français les 1er et 5 février 1782.
Les Français ont saisi cinq navires de la Royal Navy : l'Orinoque (en) de 20 canons (commandant William Tahourdin), le Barbuda de 16 canons (commandant Francis Pender), le Sylph de 18 canons (commandant Lawrence Graeme), le Stormont de 16 canons (commandant Christmas Paul) et le brick de 16 canons Rodney (lieutenant John Douglas Brisbane).

## Conséquences
Le comte de Kersaint devint gouverneur des trois fleuves et de leurs établissements et habitants. Pour garantir leur conquête, les Français commencèrent à construire des forts à l'embouchure du fleuve Démérara, un sur chaque rive est et ouest, et à cet effet, ils obligèrent les planteurs à fournir du travail d'esclave. Ils ont également doublé la taxe de capitation, un fardeau qui a été durement ressenti par les colons. En 1783, le traité de Paris restitua ces territoires aux Néerlandais. Lorsque Démérara se rendit aux Français, le commandant naval britannique en place signa la capitulation. Les propositions de termes du gouverneur Kingston contenaient la proposition plutôt singulière suivante :

« Le lieutenant-gouverneur exige pour lui-même que, n'ayant pas de troupes avec lui, il puisse être considéré à titre civil et libre de rejoindre et de faire son service avec le 28e régiment de Sa Majesté britannique, dont il a l'honneur d'être lieutenant-colonel. »

A cela, la réponse suivante a été renvoyée :

« Le lieutenant-gouverneur Kingston s'étant retiré dans l'escadron de Sa Majesté britannique, d'où il a fait ses propositions particulières qui ont été rejetées, je ne peux que le considérer à titre militaire, conjointement avec le commandant de l'escadron. »